# Fort Frances–International Falls International Bridge
Die Fort Frances–International Falls International Bridge ist eine Brücke im Privatbesitz, die als Mautbrücke genutzt wird. Sie verbindet die Städte Fort Frances in der kanadischen Provinz Ontario und International Falls im US-Bundesstaat Minnesota über den Rainy River.
Die Straße und die Gleise der Brücke sind im Besitz der Boise Inc. und Resolute Forest Products, früher Abitibi-Consolidated, welche Papiermühlen entlang des Rainy Rivers sowohl in Kanada als auch der US-amerikanischen Seite betreiben.
Der Verkehr in Nordrichtung zahlt eine Maut in US-Dollar, wobei nur Bargeld akzeptiert wird. Die Preise sind: 7 $ für Pkw und Pickups, 2 $ für Motorräder, 8 $ für Campinganhänger und Wohnmobile, 16 $ für Trucks und Busse, 350 $ für übergroße Laster und 4 $ für Anhänger. Karten für Mengenrabatt bei häufigeren Überquerungen können bei den Supermärkten den Städten erworben werden. Für den Verkehr in Richtung Süden sowie für den Fußgängerverkehr werden keine Mautgebühren erhoben.
Die Fahrbahn und die Eisenbahngleise laufen auf gleicher Höhe mit einer Pipeline, die mittig über die Brücke verläuft und die Papiermühlen versorgt. Die Fahrbahn auf der Brücke ist zweistreifig. Busse und Lkw werden über die Gleisachse geleitet, da dieser Teil der Brücke schwerere Lasten als der übrige Teil der Brücke tragen kann.
Westlich der Brücke steht ein im Jahr 1905 erbauter Staudamm. Der Damm verdeckt die Stromschnellen, nach der die Brücke International Falls benannt wurde.
Die Brücke ist das nördliche Ende der U.S. Route 71 und U.S. Route 53. Sie geht in Ontario Highway 11 und Ontario Highway 71 über, welche auf der Ontario-Seite des Flusses Teil des Trans-Canada Highway sind.